# Laar (Duisburg)

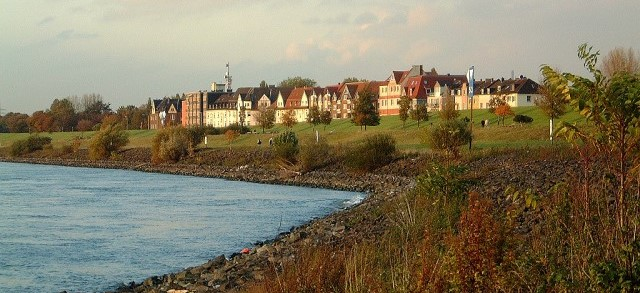
Laarer Rheinfront

Der rechtsrheinische Duisburger Stadtteil Laar liegt nördlich der Ruhr, zwischen Ruhrort und Beeck, und gehört zum Duisburger Stadtbezirk Meiderich/Beeck. Laar hat 6.861 Einwohner (Stand: 31. Dezember 2023) und liegt direkt am Rhein.

## Geschichte
Der Name Laar geht vermutlich auf hlar zurück, was etwa „Weideplatz“ bedeutet. Erwähnt wurde Laar (by Lare teghen Hombergh) erstmals 1280 in einer (verloren gegangenen) Urkunde der Abtei Hamborn, die die Fischereirechte behandelt. Die zweitälteste Urkunde von 1282 behandelt die Eigentumsverhältnisse, die bis dahin bei Mechthild von Holte gelegen hatten, die den Hof Laar im Amte Beeck dann aber an das Kloster der Zisterzienser in Sterkrade veräußerte.
Später scheint der Hof Laar wie auch Heckmannshof für das Duisburger Hospital erworben worden zu sein. Bis ins 19. Jahrhundert hinein war Laar ein kleines Bauerndorf, dessen Bewohner sich von der Landwirtschaft und vom Fischfang ernährten. Noch 1845 lebten in 28 Häusern lediglich 263 Einwohner in Laar.
1853 erwarb die Aktiengesellschaft „Phönix“ in Laar 80 Morgen Land für ein Hüttenwerk. Bereits ein Jahr später konnten auf dem fruchtbaren Laarer Ackerboden die ersten drei von geplanten 12 Hochöfen in Betrieb genommen werden. Tausende von Arbeitern strömten aus allen Gegenden herbei, um ihren Lebensunterhalt zu verdienen. Im Jahre 1900 lebten 9284 Einwohner in Laar, 1925 waren es bereits 16431 Bürger. Das Hüttenwerk Phönix wurde zum größten Arbeitgeber der Umgebung und Laar zum größten Steuerzahler der Bürgermeisterei Beeck. Deshalb gab es 1881 sogar Bestrebungen, Laar zur selbstständigen Gemeinde zu machen, was die königliche Regierung jedoch untersagte. 1904 wurde Laar mit Beeck und Beeckerwerth Ruhrort angegliedert, bereits 1905 erfolgte die Eingemeindung Ruhrorts nach Duisburg.
Das Rheinvorland war früher Lagerplatz für Kohle, später wurden auch Erzlager angelegt. Eine Werksbahn, die sog. Pfeilerbahn, führte durch den Ort zum Hüttenwerk. Heute besitzt Laar die wohl ansprechendste Rheinpromenade Duisburgs. In den 1970er Jahren wurden der Deichkronenweg und der gepflasterte Uferpromenadenweg mit Sitzgruppen und Spielmöglichkeiten angelegt. 2022 wurde die Promenade als Deichpark erneuert. Der Naherholung dient auch der Florapark. 3 Kindertageseinrichtungen und eine Grundschule sind in Laar beheimatet.
Neben der Bürgervereinigung Laar, dem im Jahr 1874 gegründeten und damit ältesten Bürgerverein Duisburgs, gibt es zahlreiche andere Vereine in Laar, beispielsweise die Karnevalsgesellschaft Rot-Gold Laar, der Sportverein VfvB Ruhrort/Laar und das Taekwondo-Center Laar, die kfd St. Ewaldi, der CVJM Laar und die St.-Ewaldi Schützengesellschaft. Das Wohndorf Laar ist eine 11.000 m² große Wohnanlage für ältere und behinderte Menschen mit Pflegeheim, Gemeinschaftseinrichtungen, Café und Dienstleistungszentrum. Außer der katholischen St.-Ewaldi-Kirche und der (mittlerweile profanierten) evangelischen Kirche gibt es auch die Sultan-Ahmed-Moschee. An den Zweiten Weltkrieg erinnerte noch lange ein zugemauerter Bunker am Marktplatz, der 2019 abgerissen wurde.

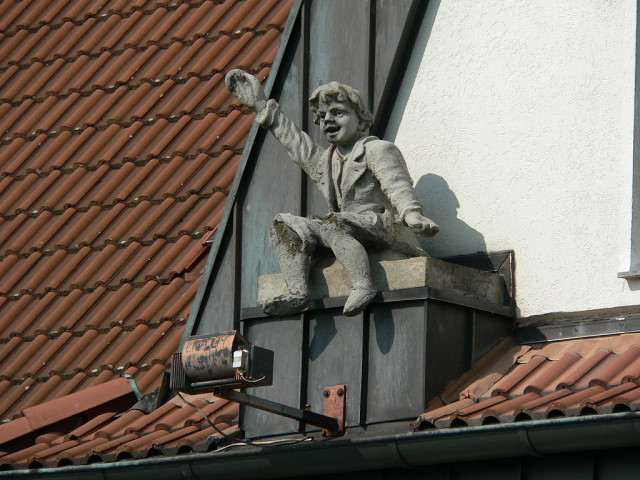
Laarer Junge

Die Feuerwache 2 der Berufsfeuerwehr wurde inzwischen abgerissen und die Feuerwehren Homberg und Laar in der neuen Wache auf der Rheindeichstraße in Homberg zusammengelegt. Die Freiwillige Feuerwehr war mit ihrer Löschgruppe 201 lange in Laar vertreten, ist aber mittlerweile aufgelöst worden. Außerdem ist das Institut für Angewandte Materialtechnik der Universität Duisburg-Essen in Laar beheimatet. Bekannt ist der „Laarer Junge“, eine Steinfigur auf einem Haus an der Deichstraße 50, der die Schiffer auf dem Rhein grüßt.
Während die industrielle Vergangenheit immer noch gegenwärtig ist, erinnern nur noch einige Straßennamen an das bäuerliche Laar. Am Giebel des einzigen erhaltenen Hofes, dem Lakumshof, ist der Wahlspruch für die Laarer zu lesen: „Am würdigen Alten in Treue halten, am kräftigen Neuen sich stärken und freuen“.

## St. Maximilian und Ewaldi

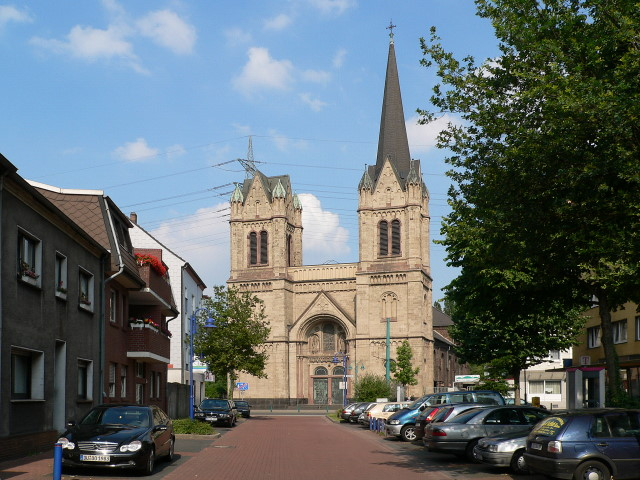
Kath. Kirche St. Ewaldi

In Laar steht eine der imposantesten Kirchen der Umgebung. Die Kirche der katholischen Pfarrgemeinde St. Ewaldi mit ihrer repräsentativen Doppelturm-Fassade gilt vielen als „Dom“. Einer der beiden hohen Turmhelme wurde im Zweiten Weltkrieg zerstört und nicht wieder aufgebaut. Die Bezeichnung „Dom“ wird auch in einem Lied der Kaktusspatzen, einer Gesangsgruppe der KG Rot-Gold Laar, aufgegriffen.
Nach den Umstrukturierungen des Bistums Essen im Jahr 2006 wurde die katholische Laarer Gemeinde offiziell der Ruhrorter Gemeinde St. Maximilian unterstellt. Seitdem heißt die Gemeinde „St. Maximilian und Ewaldi“, die Laarer Kirche bleibt jedoch als so genannte Filialkirche erhalten.
Eine weitere Besonderheit bildet die in Duisburg einmalige Koexistenz einer katholischen Kirche und einer islamischen Moschee in direkter Nachbarschaft.

## Straßennamen
Am Hagenbeckshof · Am Heckmannshof · Apostelstraße · Arndtstraße · Austraße · Bessemerstraße · Beukenbergstraße · Deichstraße · Eligiusstraße · Emscherhüttenstraße · Erzstraße · Ewaldistraße · Florastraße · Franklinstraße · Friedrich-Ebert-Straße · Friesenstraße · Heinrich-Becker-Straße · Im Wohndorf · Jahnstraße · Kanzlerstraße · Laarer Straße · Mühlenfelder Straße · Rheinstraße · Schillstraße · Scholtenhofstraße · Spatenstraße · Stepelsche Straße · Thomasstraße · Theo-Barkowski-Platz · Turmstraße · Wattstraße · Werthstraße · Zwinglistraße